# Vindelícia
Vindelícia (en llati Vindelicia, en grec antic Οὐινδελκία o Βινδελκια) era la més occidental de les quatre províncies de la regió del Danubi.
Va ser creada en temps d'August com a província independent, però a finals del segle I es va unir amb Rècia o Rètia (Rhaetia). Al segle iii es van separar altre cop i Rècia Primera (Rhaetia Prima) era l'antiga Rècia mentre Rècia Segona (Rhaetia Secunda), era l'antiga Vindelícia.
En temps d'August, Vindelícia tenia per límits la Germània Magna al nord, o sigui el Danubi i el Limes o Vallum Hadriani. A l'oest el territori dels helvecis, al sud, Rècia (separades probablement pels Alps Rètics encara que no consta enlloc), i a l'est Nòric (separades pel riu Inn, antic Oenus), segons defineix Claudi Ptolemeu. Així doncs abraçava la part oriental de l'actual Suïssa, parts de Baden-Württemberg i Baviera, i el nord del Tirol.
El país era pla, i només tenia en una banda els contraforts alpins. Segons Dió Cassi els habitants es dedicaven a l'agricultura i el país era fèrtil. El Lacus Brigantinus, al sud-oest, pertanyia a Vindelícia.
Estava poblat pels vindèlics una tribu emparentada amb els retis, d'origen celta i Tiberi els va sotmetre. Segons Estrabó va traslladar molts dels seus habitants a altres territoris. Les tribus del poble vindèlic, segons Estrabó, Claudi Ptolemeu i Plini el Vell, eren els brigantis, els runicates, els leuns, els consuantes, els clautinatis, els benlaunis, els estions i els licates.
Tenien com a ciutats principals Augusta Vindelicorum (capital), Castra Regina, Arbor Felix, Brigantium (actual Bregenz), Castra Vemania, Campodunum, Abodíacum, Abusina, Quintiana Castra, Batava Castra, Vallatum, Isinisca, Summontorium i Pons Oeni (actual Rosenheim).